# Denis Villeneuve

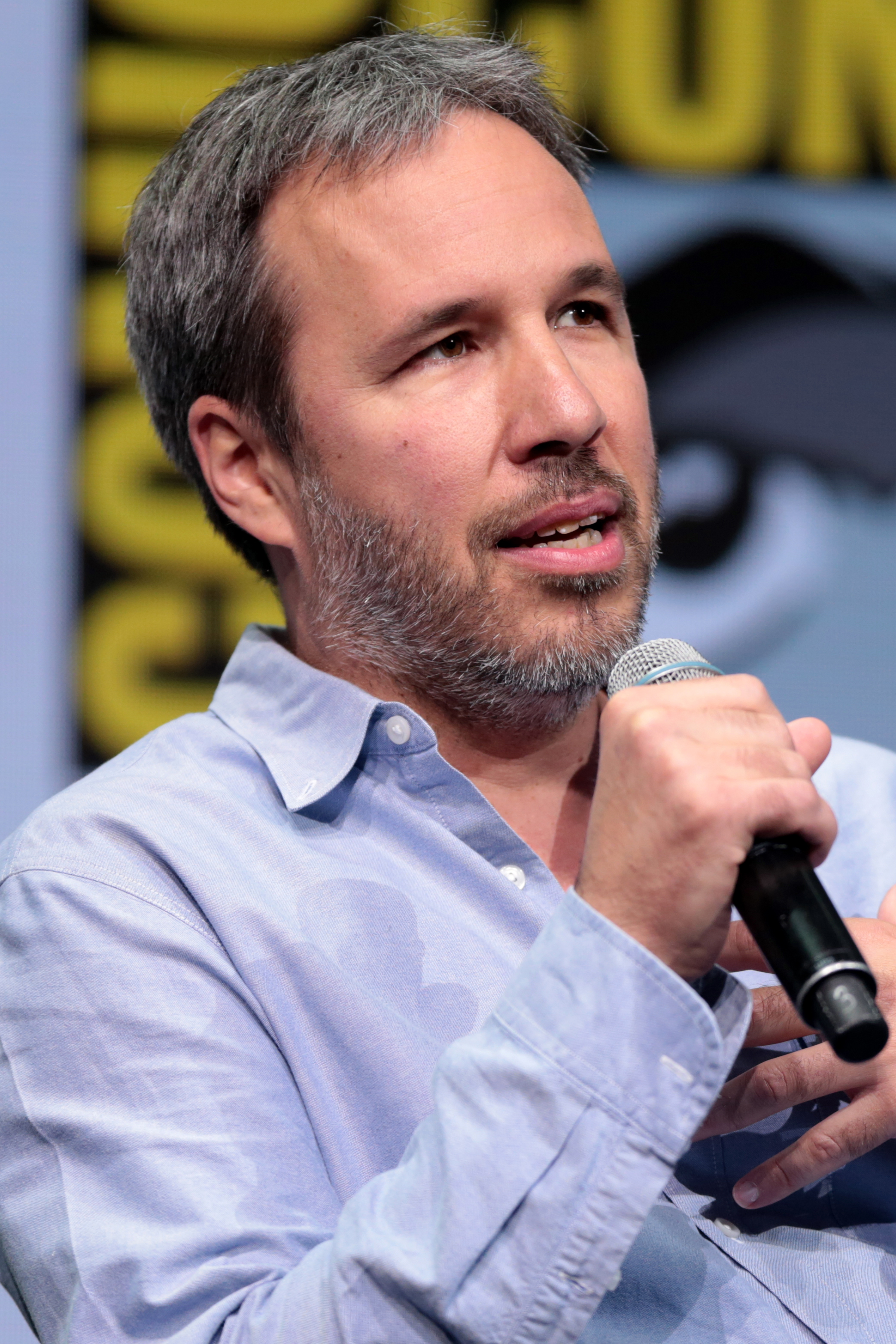
Denis Villeneuve (2017)

Denis Villeneuve (* 3. Oktober 1967 in Bécancour, Québec) ist ein kanadischer Filmregisseur und Drehbuchautor.

## Leben

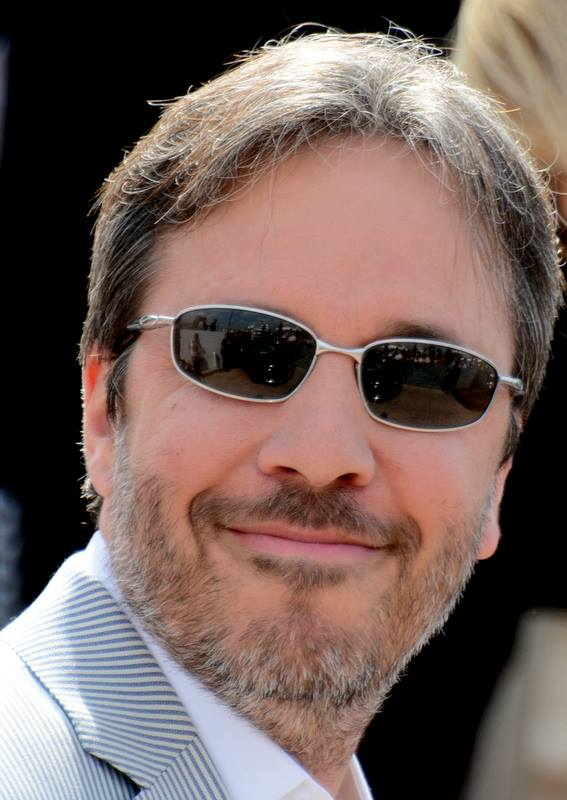
Denis Villeneuve (2015)

Villeneuve wurde 1967 als Sohn von Nicole und Jean Villeneuve in Bécancour in der frankophonen Provinz Québec geboren und wuchs im Ortsteil Gentilly auf. Er hat drei jüngere Geschwister, darunter den Regisseur Martin Villeneuve (* 1978).
Er studierte Film an der Université du Québec à Montréal und assistierte danach dem Dokumentarfilmer Pierre Perrault bei einem Filmdreh am Nordpol. Nach zahlreichen Musikvideos und Kurzfilmen gab er 1998 mit Der 32. August auf Erden sein Debüt als Spielfilmregisseur. Der Film mit Pascale Bussières und Alex Martin in den Hauptrollen erregte internationales Aufsehen, unter anderem auf der Viennale 1998. Mit Maelström über eine 25-jährige Kanadierin, die einen norwegischen Fischer überfährt, gelang ihm 2000 der Durchbruch. Das außergewöhnliche Drama wurde mehrfach ausgezeichnet und war der große Sieger der Genie und Prix Jutra 2001.
Trotz dieses Erfolges war Villeneuve mit seinen ersten Werken unzufrieden und zog sich danach für fast neun Jahre vom Filmemachen zurück.
Erst 2009 dreht er mit Polytechnique wieder einen Spielfilm, der die Ereignisse des Amoklaufs an der Polytechnischen Hochschule Montréal 1989 nachstellte. Die Entscheidung zur Verfilmung des Massakers war in Québec stark umstritten.
Bereits seine Filme Der 32. August auf Erden und Maelström wurde als Kanadas Beiträge für eine Oscar-Nominierung in der Kategorie Bester fremdsprachiger Film eingereicht, beide aber nicht nominiert. Erst Die Frau, die singt (2010) erhielt 2011 eine Oscar-Nominierung. Das Drama basiert auf dem Theaterstück Verbrennungen von Wajdi Mouawad und erzählt die Geschichte der aus dem Mittleren Osten stammenden Zwillinge Jeanne und Simon Marwan (gespielt von Mélissa Désormeaux-Poulin und Maxim Gaudette), die nach dem Tod der Mutter (gespielt von Lubna Azabal) in ihr Geburtsland zurückkehren, um ihren verschollenen Bruder und ihren unbekannten Vater wiederzufinden.
Seinen ersten englischsprachigen Film drehte Villeneuve 2012 mit der kanadischen Produktion Enemy nach dem Roman Der Doppelgänger von José Saramago. Die Hauptrollen spielte Jake Gyllenhaal, mit dem Villeneuve auch in seinem nächsten Film Prisoners (2013) zusammenarbeitete.
Mit Sicario, erstmals im Mai 2015 veröffentlicht, drehte Villeneuve nach Prisoners seine zweite US-amerikanische Produktion. Der Thriller erhielt herausragende Kritiken und wurde bei der Oscarverleihung 2016 in folgenden Kategorien nominiert: Beste Kamera (Roger Deakins), Beste Filmmusik (Jóhann Jóhannsson) und Bester Tonschnitt (Alan Robert Murray). Im September 2015 fanden bereits Gespräche über eine geplante Fortsetzung von Sicario statt.
Zudem wurde Denis Villeneuve im Februar 2015 als Regisseur der lange geplanten Fortsetzung des Science-Fiction Klassikers Blade Runner bestätigt. Blade Runner 2049 startete im Oktober 2017 in den Kinos.
2017 wurde Villeneuve für seine Regie an dem Science-Fiction-Film Arrival für den Oscar nominiert. Im selben Jahr erhielt er für den Film den British Fantasy Award. 2018 wurde er in die Wettbewerbsjury des 71. Filmfestivals von Cannes berufen.
Villeneuve führte für den 2021 erschienenen Film Dune die Regie und war am Drehbuch beteiligt. Im Jahr 2022 begann er die Dreharbeiten an Dune: Part Two, der 2024 veröffentlicht wurde. Ein dritter Teil befindet sich in der Produktion. Im Juni 2025 wurde bekannt, dass er den nächsten James-Bond-Film der Ära nach Daniel Craig inszenieren werde.
Villeneuve ist mit der kanadischen Filmemacherin, Filmproduzentin und ehemaligen Journalistin Tanya Lapointe verheiratet und hat drei Kinder aus einer früheren Beziehung.

### Einflüsse und Stil
Beginnend mit Polytechnique wurde Villeneuve für einen visuellen Stil bekannt, der auf langen Einstellungen, einer präzisen Inszenierung, einer ruhigen Kameraführung, Zeiten wortloser Stille zur Betonung einer stimmungsvollen Atmosphäre und einer kontrastreichen Kameraführung mit geringer Schärfe basiert. Ein Kernthema von Villeneuves Filmen sind Figuren, die in isolierten Welten mit ihrer Identität kämpfen, wie in Sicario (Kate Macer), Enemy (Adam Bell), Arrival (Louise Banks), Blade Runner 2049 (Officer K) und den Dune-Filmen (Paul Atreides).
Villeneuve hat Steven Spielberg, Stanley Kubrick, Alfred Hitchcock, die Coen-Brüder, Paul Thomas Anderson, Ridley Scott, Sam Mendes, Jean-Luc Godard, Francois Truffaut, Ingmar Bergman und Christopher Nolan als seine wichtigsten filmischen Einflüsse genannt.

## Filmografie (Auswahl)

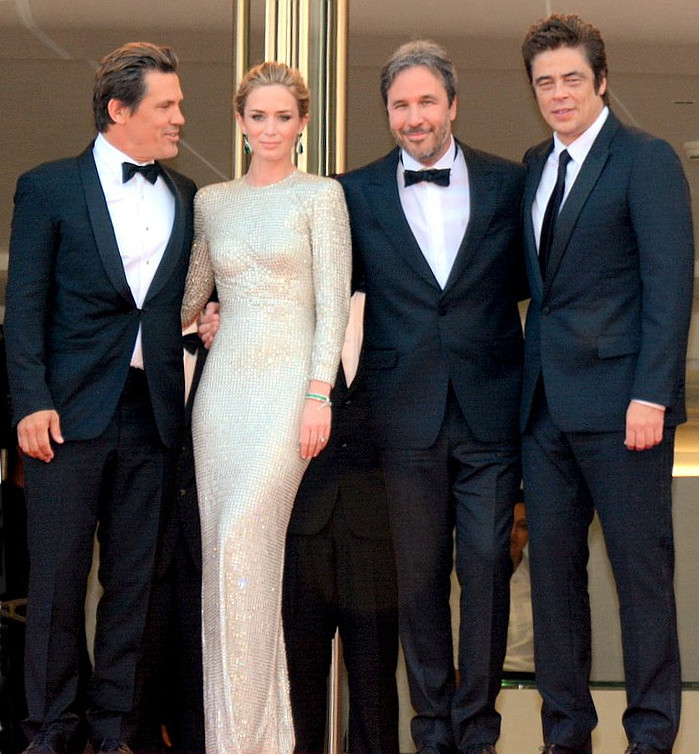
Villeneuve mit Josh Brolin, Emily Blunt und Benicio del Toro bei der Premiere von Sicario auf dem Filmfestival von Cannes 2015.

### Regisseur
- 1994: REW-FFWD (Dokumentarkurzfilm)
- 1996: Cosmos
- 1998: Der 32. August auf Erden (Un 32 août sur terre)
- 2000: Maelström
- 2007: Happiness Bound (Dokumentarfilm)
- 2009: Polytechnique
- 2010: Die Frau, die singt (Incendies)
- 2013: Prisoners
- 2013: Enemy
- 2015: Sicario
- 2016: Arrival
- 2017: Blade Runner 2049
- 2021: Dune
- 2024: Dune: Part Two

### Drehbuchautor
| Platz | Film                           |
| ----- | ------------------------------ |
| 45    | Dune: Part Two                 |
| 101   | Die Frau die singt – Incendies |
| 157   | Prisoners                      |

- 1996: Cosmos
- 1998: Der 32. August auf Erden (Un 32 août sur terre)
- 2000: Maelström
- 2009: Polytechnique
- 2010: Die Frau, die singt (Incendies)
- 2021: Dune
- 2024: Dune: Part Two